# Belo Campo
Belo Campo is een gemeente in de Braziliaanse deelstaat Bahia. De gemeente telt 15.185 inwoners (schatting 2009).

## Aangrenzende gemeenten
De gemeente grenst aan Anagé, Cândido Sales, Caraíbas, Tremedal en Vitória da Conquista.